# 小山空也
小山 空也（こやま くうや、1996年11月17日 - ）は、日本棋院東京本院所属の囲碁棋士。七段。神奈川県出身、小山竜吾七段門下。

## 経歴
父は小山竜吾七段、母は栄美七段、そして祖父は鎮男八段という三世代にわたるプロ棋士家族。碁の手ほどきをしてくれたのは母方の祖母だったという。洪清泉にも学ぶ。
2013年9月1日、棋士採用試験#東京本院夏季採用試験で総合成績1位となり入段。
2014年、プロ入り2年目にして 第40期名人戦の最終予選に進出するが、1回戦で黄翊祖に破れた。第1回グロービス杯世界囲碁U-20の本戦グループリーグに出場するが 1勝2敗で、本戦トーナメントへ進出できなかった。
2015年、二段に昇段。第2回グロービス杯世界囲碁U-20の本戦グループリーグに出場するが 2連敗で、本戦トーナメントへ進出できなかった。
2016年、三段に昇段。
2017年、第43期名人戦の最終予選に進出するが、準決勝で一力遼に破れた。
2018年、四段に昇段。
2019年、第44期棋聖戦のCリーグ入りを果たすが、2勝3敗で陥落。五段に昇段。
2020年、第68期王座戦の本戦に進出するが、1回戦で張栩に破れた。
2021年、第77期本因坊戦の最終予選に進出するが、決勝で佐田篤史に破れた。第1回テイケイ杯俊英戦のリーグ戦に進出するが 3勝2敗の3位となり、決勝戦には進出できなかった。
2024年、六段に昇段。第79期 本因坊戦 本戦進出。第63期十段戦 本戦進出。
2025年、七段に昇段。第80期 本因坊戦 本戦進出。

## 人物
日本棋院の野球部に所属。

### 良績
- 棋聖戦 Cリーグ入り（第44期）
- 名人戦 最終予選進出（第40、43期）
- 本因坊戦 本戦進出（第79、80期）
- 王座戦 本戦進出（第68期）
- 十段戦 本戦進出（第63期）

### 昇段履歴
| 段位 | 日付          | 昇段規定                                        |
| ---- | ------------- | ----------------------------------------------- |
| 初段 | 2013年9月1日  | 夏季棋士採用試験 総合成績1位                    |
| 二段 | 2015年1月1日  | 賞金ランキング 初段2位。                        |
| 三段 | 2016年1月1日  | 賞金ランキング 二段2位。                        |
| 四段 | 2018年1月1日  | 賞金ランキング 三段2位。                        |
| 五段 | 2019年9月24日 | 勝星対象棋戦通算70勝                            |
| 六段 | 2024年1月1日  | 賞金ランキング 五段1位。                        |
| 七段 | 2025年1月1日  | 前年の賞金ランキングで六段1位となり、七段に昇段 |